# Yasaman Aryani
Yasaman Aryani, född 1994 eller 1995, är en iransk människorättsaktivist som fängslades i april 2019 och senare dömdes till 16 års fängelse för att bland annat ha vägrat att bära huvudduk. Hon frigavs 2023 efter att ha avtjänat närmare 4 år av sitt straff.
Aryani deltog i protester i Teheran den 2 augusti 2018 och tillfångatogs nära Daneshjoo-parken. Hon fördes till Qarchak-fängelset och sedan vidare till Evinfängelset i Teheran. Med anledning av gripandet av Aryani och många andra utfärdade Amnesty International i London ett "Public Statement" den 8 augusti där man krävde frigivning av alla som arresterats enbart för att ha deltagit i fredliga protester. Hon dömdes sedan till ett års fängelse tillsammans med två andra kvinnor Saba Kord Afshari och Azar Heidary.
Hon frigavs från Evinfängelset den 13 februari 2019 men arresterades igen den 10 april 2019 efter att ha lagt upp en video som gick viral på internationella kvinnodagen 8 mars 2019. Den 31 juli 2019 dömdes Yasaman till 16 års fängelse. Tio av dessa var för “anstiftan och medhjälp till korruption och prostitution”.
Aryanis öde fick stor uppmärksamhet internationellt, och ett upprop startat av Amnesty för hennes frigivning fick över en miljon underskrifter, varav 100 000 från Australien. Efter att ha avtjänat närmare 4 år av detta straff frigavs Aryani 2023.